# Ouro
Ouro är en kommun i Brasilien.   Den ligger i delstaten Santa Catarina, i den södra delen av landet, 1 300 km söder om huvudstaden Brasília. Antalet invånare är 7 371.
I omgivningarna runt Ouro växer huvudsakligen savannskog. Runt Ouro är det ganska glesbefolkat, med 45 invånare per kvadratkilometer.